# Antônio Muniz Fernandes
Antônio Muniz Fernandes O. Carm. (ur. 11 sierpnia 1952 w Princesa Isabel) – brazylijski duchowny katolicki, arcybiskup Maceió w latach 2007-2024.

## Życiorys
24 maja 1980 otrzymał święcenia kapłańskie w zakonie karmelitów. Był m.in. mistrzem nowicjatu, radnym prowincjalnym oraz przełożonym brazylijskiej prowincji zakonu.
4 lutego 1998 został mianowany biskupem ordynariuszem diecezji Guarabira. Sakry biskupiej udzielił mu 24 maja 1998 abp Marcelo Pinto Carvalheria.
22 listopada 2006 papież Benedykt XVI mianował go ordynariuszem archidiecezji Maceió. Ingres odbył się 4 lutego 2007.
3 kwietnia 2024 papież Franciszek przyjął jego rezygnację z urzędu ordynariusza archidiecezji Maceió złożoną ze względu na wiek. 